# Albert Lipfert
Albert Lipfert (* 28. August 1930 in Hohenstein-Ernstthal; † 26. Mai 2020) war ein deutscher Tierarzt und Politiker (SPD). Zwischen Mai 1990 und Dezember 1993 amtierte er als Landrat des brandenburgischen Kreises Seelow.

## Leben

### Ausbildung, Berufs- und Privatleben
Lipfert studierte Tiermedizin und wurde 1956 an der Karl-Marx-Universität Leipzig – am Institut für Tierzucht und Milchwirtschaft der Landwirtschaftlich-Gärtnerischen Fakultät – bei Doktorvater Gustav Comberg mit der Dissertation Untersuchungen über die Beziehungen zwischen der Zahl der Kalbungen, des Lebensalters, des Brusttiefenindex und der Konstitutionstypen an 274 Höhenfleckviehkühen Thüringens promoviert.
Im Jahr 1959 übernahm er die Stelle des Tierarztes im damaligen Marxwalde (heute Neuhardenberg). Fast zehn Jahre später zog er mit seiner Frau Helga und den drei Söhnen in die neu errichtete staatliche Tierarztpraxis. Im Zuge seiner politischen Tätigkeit war Lipfert langjähriges Verwaltungsratsmitglied der Sparkasse Märkisch-Oderland.
Er starb am 26. Mai 2020 im Alter von 89 Jahren. Aus diesem Anlass führte der Landkreis Märkisch-Oderland am 30. Mai Trauerbeflaggung ein. Die Urnenbeisetzung erfolgte am 4. September 2020. Lipferts Familie bat statt Blumenschmuck um Spenden für die Restaurierung der von Carl Friedrich Zelter und Johann Simon Buchholz konstruierten Orgel der Neuhardenberger Schinkel-Kirche.

### Politische Tätigkeit
Nach der Wende und der friedlichen Revolution in der DDR trat Lipfert der SPD bei. Er amtierte in den folgenden Jahren als Vorsitzender des Ortsvereins Neuhardenberg und langjähriger Beisitzer im Vorstand des Unterbezirks Märkisch-Oderland. Im Mai 1990 wählte ihn der erste freigewählte Kreistag des damaligen Kreises Seelow zum Landrat.
Lipferts Arbeitsschwerpunkt war die Vorbereitung der brandenburgischen Kreisreform 1993, im Zuge derer der Kreis Seelow mit den Kreisen Strausberg und Bad Freienwalde zum Landkreis Märkisch-Oderland fusionieren sollte. Dafür kooperierte er eng mit den anderen beiden Landräten Gunter Fritsch und Friedhelm Zapf. Ein weiterer Fokus seiner Tätigkeit als Landrat lag auf der deutsch-polnischen Aussöhnung und Vernetzung innerhalb der Grenzregion. Er verstand die Lage seines Kreises an der Grenze als Standortvorteil und setzte sich für eine wirtschaftliche Zusammenarbeit insbesondere mit dem Nachbarort Kostrzyn nad Odrą ein. Gefördert mit Mitteln der Europäischen Union und des Landes Brandenburg entstand beispielsweise in der Gemeinde Manschnow mit dem „Centrum für ländliche Information und Kommunikation“ (CLIK) das erste finanzierte grenzübergreifende Projekt des Bundeslandes. In Hinblick auf Natur- und Gewässerschutz sowie die Förderung des Tourismus in der Region unterstützte Lipfert zusammen mit Rainer Eppelmann den Wasser- und Bodenverband Oderbruch bei der erfolgreichen Bewerbung um Bundesmittel für den Aufbau von ABM-Service-Stationen. Im Februar 1992 wurde der Zuwendungsbescheid in Höhe von zehn Millionen D-Mark übergeben. Das Geld sollte genutzt werden, um Maschinen und Geräte für den Bau von Radwegen sowie für die Baum-, Gewässer- und Landschaftspflege für die Ausleihe vorzuhalten. Im Zuge der am 6. Dezember 1993 vollzogenen Kreisfusion schied Lipfert nach etwas mehr als dreieinhalb Jahren aus seinem Amt als Landrat aus.
Anschließend war er ab 1994 ehrenamtlicher Bürgermeister der Gemeinde Neuhardenberg und Vorsitzender des Amtsausschusses des Amtes Neuhardenberg. Im März 2002 stellte er seine Ämter freiwillig und vorzeitig zur Verfügung und am 17. März wurde in der Stichwahl der Verwaltungsangestellte Michael Kernchen (PDS) zu seinem Nachfolger gewählt.

### Gesellschaftliches Engagement
Lipfert war 1972 Mitglied des ersten Elferrates des damals gegründeten Marxwalder Carnevalsvereins (heute Neuhardenberger-Carnevalverein „Marxwalde 1972“ e. V.). In Übereinstimmung mit seiner politischen Arbeit setzte er sich auch gesellschaftlich für Toleranz, Austausch und Verständigung und für Begegnungen junger Menschen aus Deutschland und Polen ein. So unterstützte er 1992 maßgeblich die Gründung des Vereins Schloss Trebnitz Bildungs- und Begegnungszentrum e. V., der politische und kulturelle Bildung auf beiden Seiten der Oder fördert, und stellte sicher, dass der Kreis Vereinsmitglied wurde. Anschließend war Lipfert viele Jahre Vorstandsmitglied des Vereins. Darüber hinaus zählte er zu den finanziellen Unterstützern des Heimatvereins „Schweizerhaus Seelow“ e. V. Am 9. September 2016 – im Rahmen der Feierlichkeiten zum 25-jährigen Jubiläum der Rückbenennung des Ortes – wurde Lipfert zum Ehrenbürger von Neuhardenberg ernannt. Auf Einladung der Partei Die Linke sowie des Heimatvereins Neuhardenberg e. V. nahm er am 5. Mai 2018 im Schloss Neuhardenberg an einer Veranstaltung zum 200. Geburtstag von Karl Marx teil.